# 帰ってきた歌謡曲
『帰ってきた歌謡曲』（かえってきたかようきょく）とは、読売テレビ制作・日本テレビ系列にて1970年4月2日 - 1974年3月28日にかけて放映された音楽番組である。司会は大久保怜。放送時間は毎週木曜夜10時30分 - 夜10時55分（1972年4月以降は夜10時56分まで）。初回から最終回までカラー放送。

## 放送までの経緯
昭和40年にキングレコードから発売された東海林太郎の再吹き込みアルバムがヒットしたことが機となり、戦前から昭和20・30年代半ばにかけて人気を博した歌手の再吹き込みアルバムが次々製作され好評を博すとともに、SP盤復刻のLPも数多く製作されるなど、往年の歌手が再評価される機運が高まっていた。昭和43年には東京12チャンネル（現・テレビ東京）において「なつかしの歌声」の放送を開始。さらに昭和44年には、夏の紅白の異名を取る「思い出のメロディー」の放送をNHKにおいて開始。戦前から戦後に活躍した歌手が一同に揃い歌声を披露したことで、往年のファンを中心に拍手喝采を以って受け入れられ、人によってはなつメロ番組への出演がきっかけで再び歌手として活動を始める人もいたという。この人気に乗り各テレビ局でも往年の歌手へ出演依頼を行うなど、懐メロブームというべき状態が起こっていた。その中で放送が開始されたのが当番組である。

## 大久保怜について
司会の大久保怜はNHKで多くの芸能番組を手掛けた後にフリー司会者へ転じ「明色・歌謡ゲーム」など多くの人気番組の司会を担当。当番組の放送時も「象印スターものまね大合戦」のレギュラー審査員を務めるなど、人気・実力・人脈を兼ね備えた司会者であった。当番組でもそれを最大限活用し、大久保のワンマン番組といえる番組制作が行われた。

## 番組内容
大人が見るに値する番組をという考えのもと、戦前・戦後の歌謡曲を中心に童謡・唱歌に戦時歌謡、舶来流行歌（ジャズ・ポピュラー）まで幅広いジャンルを取り上げ、また戦前・戦後から放送当時の人気歌手に作詞家、作曲家、音楽ディレクターなどの関係者、はたまた一般視聴者までと、幅広い顔ぶれ（最古参は田谷力三から新しきはちあきなおみまで、石原裕次郎も出演している）が番組に出演した。「なつかしの歌声」に引けを取らないコアな視聴者向けの特集を行うこともあれば、なつめろのど自慢大会や視聴者からのリクエスト大会などのライトな視聴者向けの特集も数多く行った。
番組は、スタジオ収録、旅館などでの収録、関西地方をメインに市民ホールなどでの公開録画といった形式で放送。
「なつかしの歌声」がコアななつメロファンを主なターゲットとしていたのに対し、「帰ってきた歌謡曲」は「なつメロのもつよい面を若い人たちにも知ってもらえるように」という視点を持ち合わせており、コアななつメロファンからライトな視聴者までをターゲットにした番組であったと言える。
昭和40年頃から続いた懐メロブームも東海林太郎や小唄勝太郎といった時代を代表する歌手の死によって人気が下降し、番組も1974年3月28日を以って放送を終了した。

## その他
番組の保存状態は不明だが、一部映像が「午後は○○おもいッきりテレビ」の1コーナー"きょうは何の日"の特集で放送されたことがあることから、保存率は不明だが映像は残されていることがわかっている。テーマ曲も放送テープからの採録というかたちでキダ・タローの作品集に収録されている。
当時フジテレビ系列とのクロスネット局だった広島テレビ放送では、1970年12月時点では木曜12:30 - 12:55に遅れネットしていた。これは、12:00から『NNNワイドニュース』を、13:00から『ライオン奥様劇場』を同時ネットしていたたことから、日本テレビまたは読売テレビから当時12:30開始だった『お昼のワイドショー』を、フジテレビから『お昼のゴールデンショー』を受けることが不可能だったための措置である。

## スタッフ
- 司会：大久保怜
- 構成：尼子成夫ほか
- 音楽：キダ・タロー（指揮者としても出演したことがある）
- ディレクター：豊永幸男ほか
- プロデューサー：前川美次
- 制作：讀賣テレビ（当時の表記はよみうりテレビ）